# NGC 1476
NGC 1476 est une galaxie spirale située dans la constellation de l'Horloge. NGC 1476 a été découverte par l'astronome britannique John Herschel en 1835.

## Caractéristiques
Sa vitesse par rapport au fond diffus cosmologique est de 1 628 ± 8 km/s, ce qui correspond à une distance de Hubble de 24,0 ± 1,7 Mpc (∼78,3 millions d'al).
À ce jour, une mesure non basée sur le décalage vers le rouge (redshift) donne une distance d'environ 22,000 Mpc (∼71,8 millions d'al). Cette valeur est tout juste à l'extérieur des valeurs de la distance de Hubble.
La classe de luminosité de NGC 1476 est I et elle présente une large raie HI.